# Kuwait City Challenger
Il Kuwait City Challenger è stato un torneo professionistico di tennis giocato su campi in cemento. Faceva parte dell'ATP Challenger Series. L'unica edizione si è disputata a Madinat al-Kuwait in Kuwait.

## Albo d'oro

### Singolare
| Anno | Campione         | Finalista       | Punteggio     |
| ---- | ---------------- | --------------- | ------------- |
| 1983 | Vitas Gerulaitis | Heinz Günthardt | 7–6, 4–6, 6–3 |

### Doppio
| Anno | Campioni                    | Finalisti                  | Punteggio     |
| ---- | --------------------------- | -------------------------- | ------------- |
| 1983 | Vijay Amritraj Ilie Năstase | Broderick Dyke Rod Frawley | 6–3, 3–6, 6–2 |